# Benemérita Universidad Autónoma de Puebla
La Benemérita Universidad Autónoma de Puebla (BUAP), en français l'Université autonome de Puebla, est une université mexicaine basé à Puebla. L'université a été fondée par des Jésuites espagnols le 14 avril 1578 en tant que Colegio del Espíritu Santo (Collège du Saint-Esprit), elle devint une université publique à partir de l'indépendance du Mexique en 1825. Elle appartient aux 150 écoles et institutions internationales qui sont membres de l'expérience ALICE lancé par l'Organisation européenne pour la recherche nucléaire (CERN).

## Sport
Les Lobos de la BUAP (en forme longue Club de Fútbol Lobos de la Benemérita Universidad Autónoma de Puebla) est un club de football mexicain affilié à la Benemérita Universidad Autónoma de Puebla.
Elle évolue au côté du CF Puebla sur le Stade Cuauhtémoc, où ont eu lieu plusieurs matchs lors des Jeux Olympiques de 1968 à Mexico ainsi que des parties de la Coupe du monde de football de 1970 puis de la Coupe du monde de football de 1986.
Les Lobos ont compté parmi leur joueurs emblématiques Luis Hernández (ancien membre de l'Équipe du Mexique de football et des Galaxy de Los Angeles) de 2004 à 2005, Jesús Olalde (également ancien membre de l'Équipe du Mexique de football) en 2007 et Luis Gabriel Rey (futur membre de l'Équipe de Colombie de football) de 2000 à 2001.

Logo des Lobos de la BUAP.
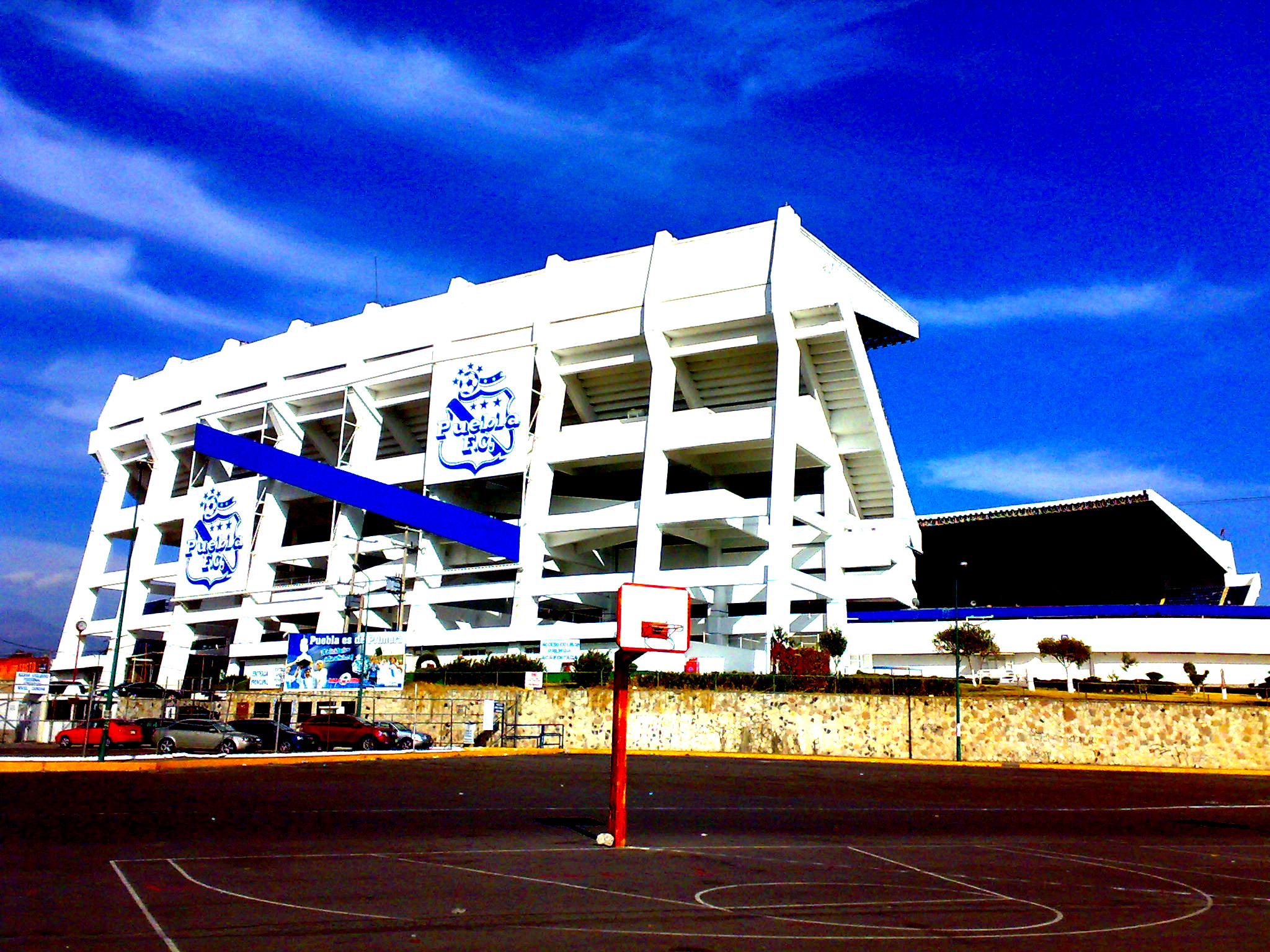
Le Stade Cuauhtémoc.

## Enseignants et élèves célèbres

### Anciens professeurs
- André Gaudreault (en 2013)

### Professeurs actuels
- John Holloway
- Pilar Calveiro

### Présidents mexicains ayant étudié à BUAP
- Ignacio Comonfort
- Gustavo Díaz Ordaz

### Autres élèves
- Amalia García Medina

## Galerie

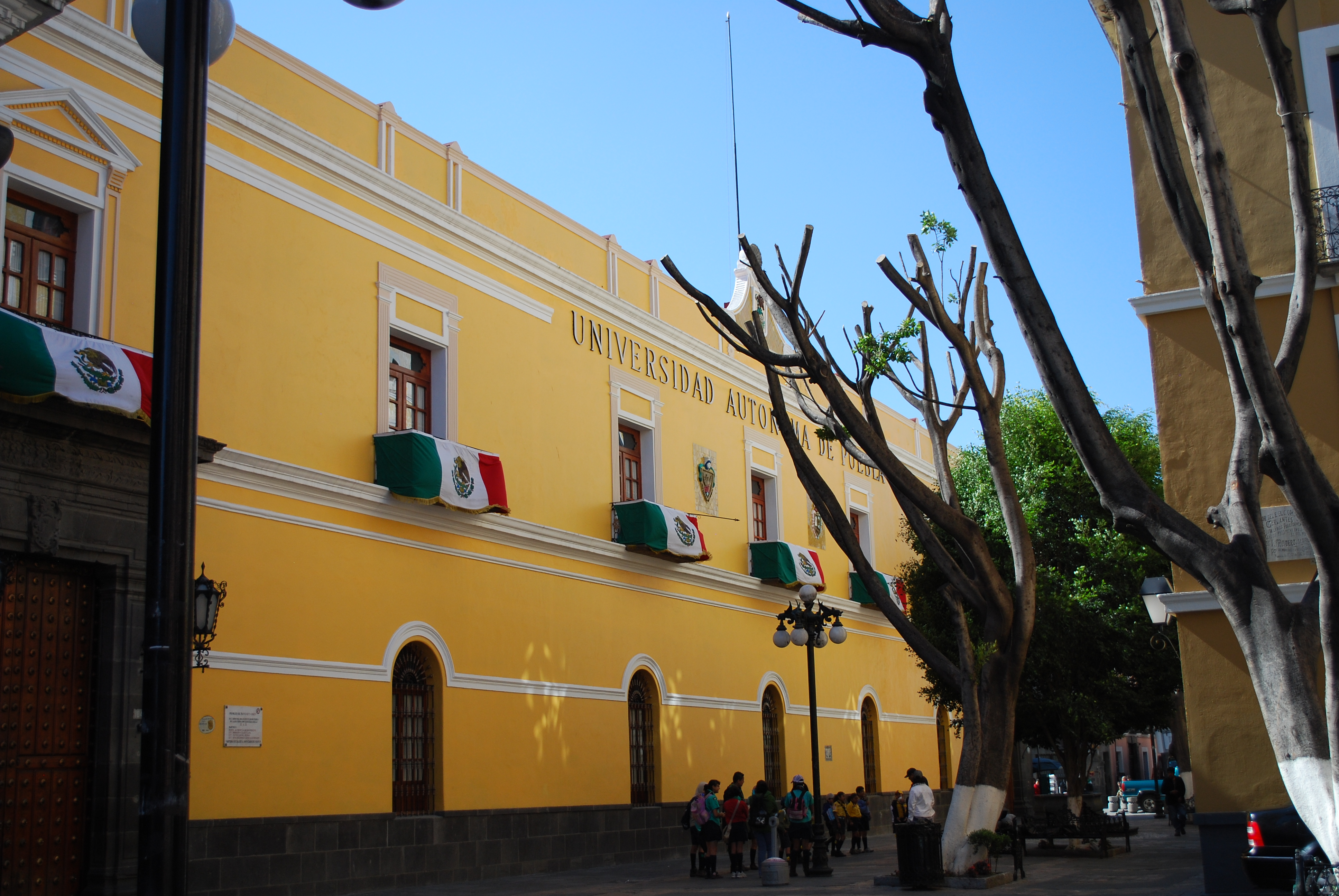
Siège de l'université dans le centre historique de Puebla.
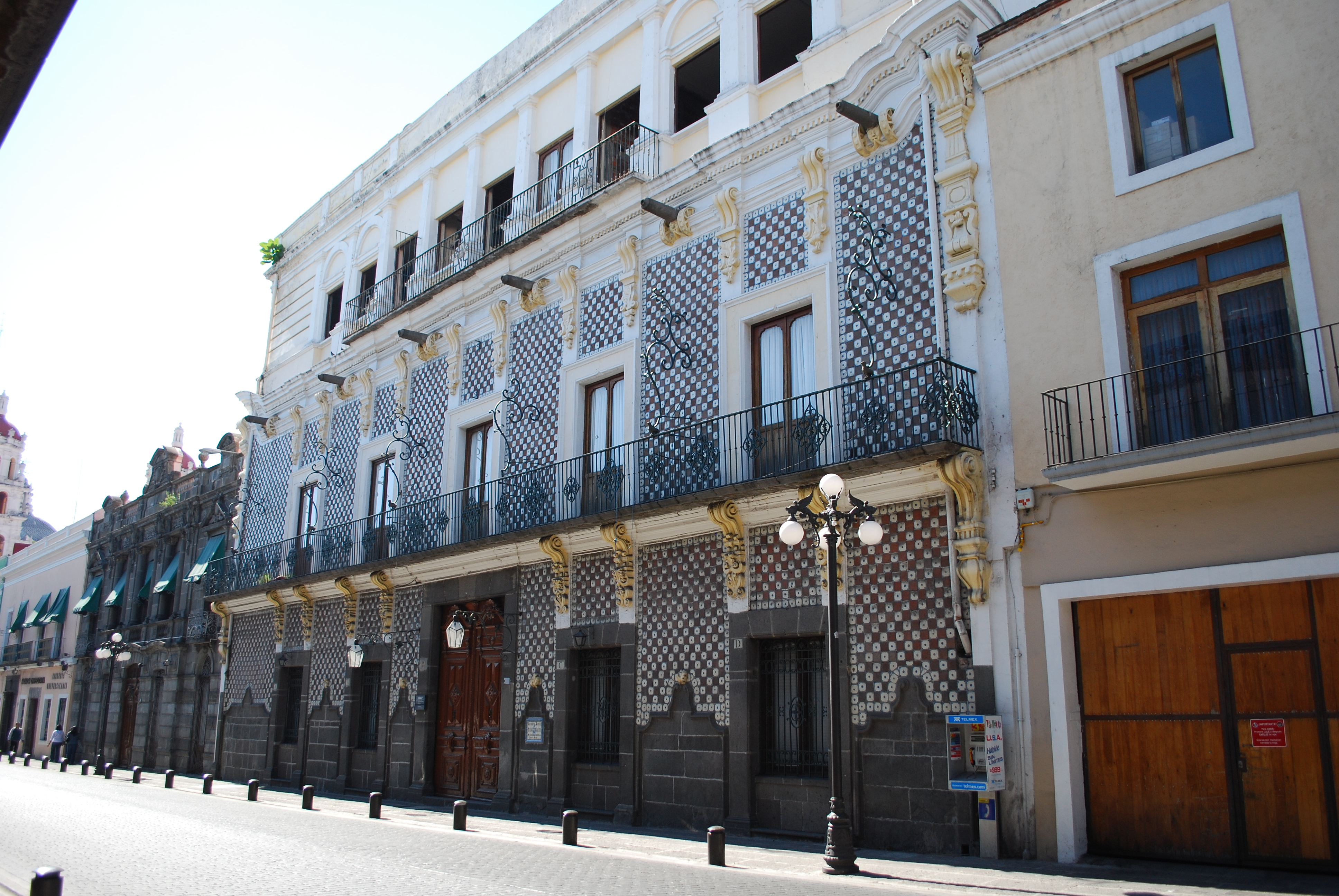
Librairie et bibliothèque historique de la BUAP.
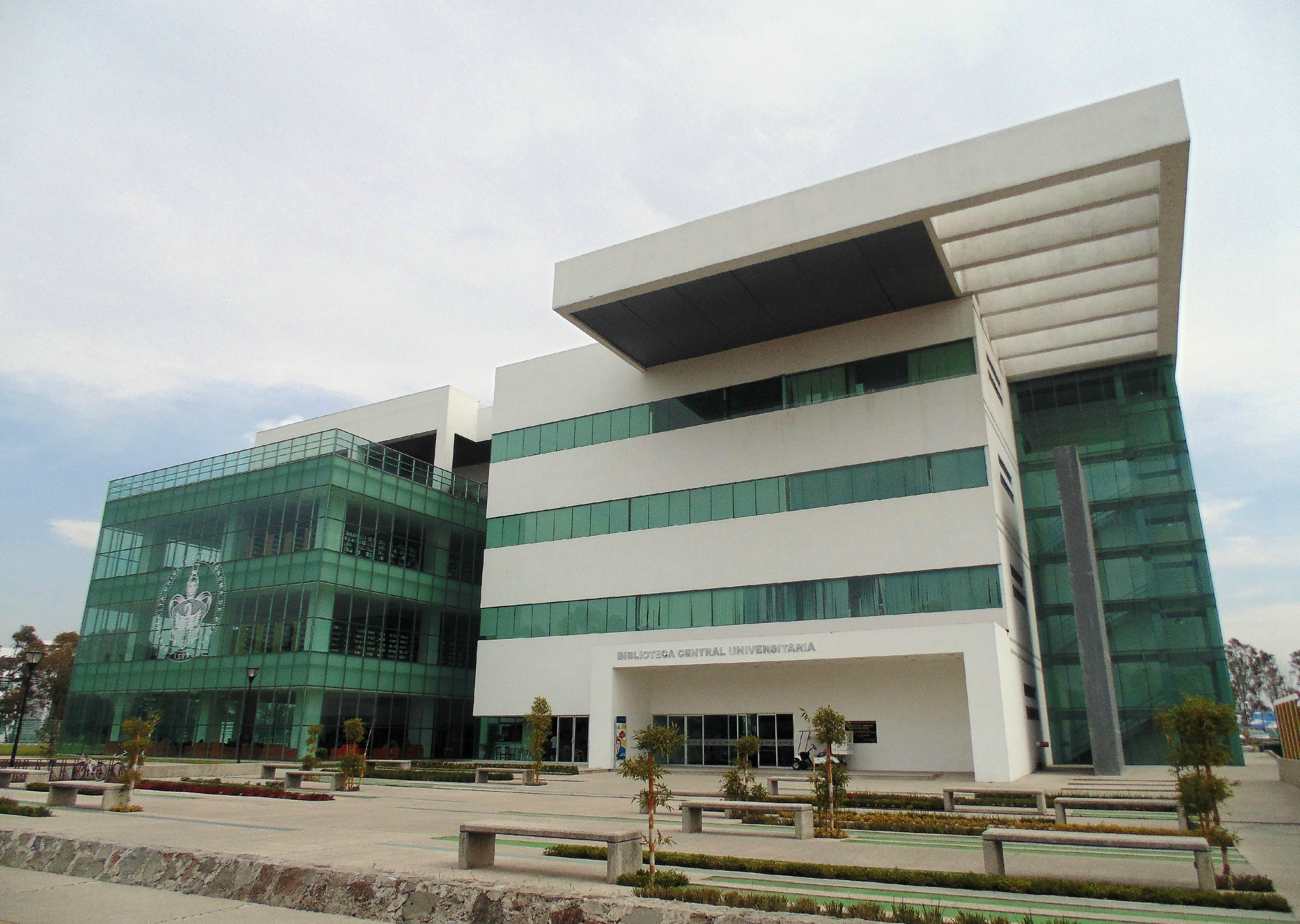
Bibliothèque centrale et bâtiments modernes de la BUAP.

## Sources
- (en) Cet article est partiellement ou en totalité issu de l’article de Wikipédia en anglais intitulé « Benemérita Universidad Autónoma de Puebla » (voir la liste des auteurs).

- (es) Cet article est partiellement ou en totalité issu de l’article de Wikipédia en espagnol intitulé « Benemérita Universidad Autónoma de Puebla » (voir la liste des auteurs).